# Шатыбелько, Мариан
Мариан Шатыбелько (пол. Marian Szatybełko; 4 августа 1928 года, фольварк Юзиха — 21 мая 2021 года) — польский природовед, доктор наук и политик. Посол на Сейм IX и X каденций.

## Биография
Во время Второй мировой войны воевал в бригаде «Виктор» Армии Крайовой на Виленщине. В 1952 году окончил сельскохозяйственный факультет Варшавской высшей школы сельского хозяйства (по специальности рыбное хозяйство), а в 1959 году — рыбный факультет Сельскохозяйственной высшей школы в Ольштыне. Также учился на электротехническом факультете Гданьского политехнического университета (1953—1955). В 1975 году в Сельскохозяйственной академии в Щецине получил степень доктора естественных наук (специализация по технике рыболовства). С 1952 года работал в Институте морского рыболовства. Вместе с Юзефом Кремпой изобрел и запатентовал метод выбора трала на борту рыболовного судна. В 1980—1981 годах входил в состав Независимого самоуправляемого профсоюза «Солидарность». Также был председателем воеводского отделения Польского католического-социального союза. С 1983 года был членом исполнительного комитета воеводского совета Патриотического движения за национальное возрождение в Гданьске.
В 1985 и 1989 годах избирался послом на Сейм Польской Народной Республики от Гдыньского избирательного округа. В первый срок полномочий входил в состав Комитета по строительству, территориально-коммунальному хозяйству и жилищному строительству, Комитета по внешнеэкономическому сотрудничеству и морскому хозяйству, Комитета по внешнеэкономическому сотрудничеству и Комитета по морскому хозяйству, а также двух чрезвычайных комитетов. В течение второго срока полномочий заседал в Комитете по социальной политике, Комитете по преобразованию собственности, Комитете по здравоохранению и Чрезвычайном комитете для рассмотрения законопроектов, касающихся системных изменений в экономике.
1 декабря 1989 года Сейм X каденции аннулировал его избрание. Снова баллотировался в парламент на дополнительных выборах, состоявшихся 11 февраля 1990 года, вернув себе место депутата. Снова принял присягу 8 марта 1990 года. В 1991 году безуспешно баллотировался в Сенат от Гданьского воеводства по списку Католической избирательной акции. Отошел от политической деятельности, оставался активным активистом неправительственных организаций (в том числе Сопотской ассоциации поддержки людей с инвалидностью СПОН).

## Награды
- Кавалерский крест ордена Возрождения Польши (1989)[4]
- Золотой Крест Заслуги (1985)
- Юбилейная медаль «40 лет Народной Польши»